# Enstaberga
Enstaberga är en tätort i Nyköpings kommun i Tuna socken. Den är belägen vid södra stambanan omkring en mil väster om Nyköping och lika långt öster om Jönåker, mitt emellan E4 och gamla riksettan. 

## Historia
Järnvägen kom till orten 1910, då den äldre östra stambanan gick Norrköping–Katrineholm.

### Befolkningsutveckling
| Befolkningsutvecklingen i Enstaberga 1950–2020 | Befolkningsutvecklingen i Enstaberga 1950–2020 | Befolkningsutvecklingen i Enstaberga 1950–2020 | Befolkningsutvecklingen i Enstaberga 1950–2020 | Befolkningsutvecklingen i Enstaberga 1950–2020 |
| ---------------------------------------------- | ---------------------------------------------- | ---------------------------------------------- | ---------------------------------------------- | ---------------------------------------------- |
|                                                |                                                |                                                |                                                |                                                |
| År                                             |                                                |                                                | Folkmängd                                      | Areal (ha)                                     |
| 1950                                           | 1950                                           |                                                | 304                                            |                                                |
| 1960                                           | 1960                                           |                                                | 448                                            |                                                |
| 1965                                           | 1965                                           |                                                | 490                                            |                                                |
| 1970                                           | 1970                                           |                                                | 553                                            |                                                |
| 1975                                           | 1975                                           |                                                | 515                                            |                                                |
| 1980                                           | 1980                                           |                                                | 489                                            |                                                |
| 1990                                           | 1990                                           |                                                | 485                                            | 57                                             |
| 1995                                           | 1995                                           |                                                | 472                                            | 57                                             |
| 2000                                           | 2000                                           |                                                | 466                                            | 57                                             |
| 2005                                           | 2005                                           |                                                | 461                                            | 57                                             |
| 2010                                           | 2010                                           |                                                | 430                                            | 59                                             |
| 2015                                           | 2015                                           |                                                | 436                                            | 58                                             |
| 2020                                           | 2020                                           |                                                | 441                                            | 63                                             |
|                                                |                                                |                                                |                                                |                                                |

## Näringsliv
I Enstaberga ligger flera företag, exempelvis Enstaberga Cementgjuteri, Enstaberga Rör, och Enstaberga Trä.